# Monte Taipingot
El monte Taipingot (en inglés: Mount Taipingot)
se encuentra en el extremo sur de la localidad de Songsong en Rota parte de las Islas Marianas del Norte, un territorio estadounidense en el Océano Pacífico. Se conecta a la parte principal de Rota por un tómbolo, en cuya parte sur está el pueblo de Songsong. Es más comúnmente conocido como "Montaña del pastel de bodas" ("Wedding Cake Mountain") por su parecido a un pastel de bodas en capas. Las áreas en y alrededor de la montaña son áreas de conservación establecidas para proteger la flora y fauna nativas que crecen allí.